# Incorporated (Grip Inc.)
Incorporated è il quarto disco in studio del gruppo groove metal Grip Inc..

## Lista Brani
1. "Curse (Of the Cloth)" (Chambers, Sorychta) – 5:04
2. "The Answer" (Chambers, Sorychta) – 3:49
3. "Prophecy" (Chambers, Sorychta) – 4:18
4. "Endowment of Apathy" (Chambers, Sorychta) – 3:06
5. "Enemy Mind" (Chambers, Sorychta) – 3:24
6. "Skin Trade" (Chambers, Sorychta) – 4:25
7. "(Built To) Resist" (Chambers, Sorychta) – 4:27
8. "The Gift" (Chambers, Sorychta) – 4:12
9. "Privilege" (Chambers, Sorychta) – 4:48
10. "Blood of Saints" (Chambers, Sorychta) – 5:03
11. "Man With No Insides" (Chambers, Sorychta) – 5:34

## Membri
- Waldemar Sorychta: chitarra
- Dave Lombardo: batteria e percussioni
- Gus Chambers: voce
- Stuart Carruthers: basso

## Membri Esterni
- Eicca Toppinen - violoncello
- Sami Yli-Sirnio - sitar
- Su Maha Ya - violino
- Jeff Collin - voce